# ジフェニルジテルリド
ジフェニルジテルリド（英: Diphenylditelluride）は、化学式(C6H5Te)2で表される有機テルル化合物の一種。Ph2Te2とも略記される。オレンジ色の固体で、不安定な化合物であるベンゼンテルロール（PhTeH、C6H6Te）の酸化誘導体であり、有機合成化学の分野で使用される。

## 製法
グリニャール試薬を介したphenyltelluroateの酸化で得られる。
PhMgBr  + {\displaystyle {\ce {Te -> PhTeMgBr}}}
{\displaystyle {\ce {{2PhTeMgBr}+ {1/2}{O2}+ H2O -> {Ph2Te2}+ 2 MgBr(OH)}}}
この分子はC2 空間対称群を持つ。